# 대통령배 전국바둑대회
대통령배 전국바둑대회는 한국기원과 대한바둑협회가 공동 주최 및 주관하며 문화체육관광부를 비롯해 국민체육진흥공단, 대한체육회가 후원 및 협찬한다. 대통령배 전국바둑대회는 사상 최초로 대통령배라는 간판을 건 첫 대회이다. 1회 대회가 10월 19~20일 화성시 동탄여울공원 일대에서 개최됐다. 2020년 2회 대회부터 제한기전인 대통령배 전국바둑대회 프로부문(전문기사부)이 신설되었다.

## 대회 방식
- 예선을 통과한 16명의 본선 진출자가 토너먼트로 우승자를 가린다.

## 대국 규정
- 제한시간은 각자 20분. 30초 초읽기 5회

## 대회 상금
- 프로부문 우승상금은 1500만원, 준우승상금은 700만원이다.

## 역대 우승자
| 회수 | 연도 | 우승        | 전적 | 준우승      |
| ---- | ---- | ----------- | ---- | ----------- |
| 2    | 2020 | 박하민 七단 | 1-0  | 송지훈 六단 |
| 3    | 2021 | 한승주 八단 | 1-0  | 김지석 九단 |
| 4    | 2022 | 최철한 九단 | 1-0  | 송지훈 七단 |
| 5    | 2023 | 이원도 九단 | 1-0  | 홍성지 九단 |
| 6    | 2024 | 박진솔 九단 | 1-0  | 홍성지 九단 |